# 루이제 울리히
루이제 울리히(독일어: Luise Ullrich, 1910년 10월 31일 ~ 1985년 1월 21일)는 오스트리아의 배우이다. 1941년 베니스 영화제에서 볼피컵 여우주연상을 수상했다.